# Karl Hepp

Karl Hepp

Karl Hepp (* 10. Februar 1889 in Seelbach; † 3. Januar 1970 in Wiesbaden) war ein deutscher Politiker (DVP, CNBL, NSDAP, FDP, FVP, DP) und Landwirtschaftsfunktionär.

## Leben
Karl Hepp, der evangelischen Glaubens war, wurde am 10. Februar 1889 in Seelbach als Sohn des Landwirts, Landwirtschaftsfunktionärs, Bürgermeisters und Reichstagsabgeordneten Hermann Hepp geboren. Er besuchte von 1900 bis 1908 das Gymnasium zu Weilburg und studierte anschließend Landwirtschaft und Rechtswissenschaften an mehreren deutschen Universitäten. Den Ersten Weltkrieg erlebte er als Kriegsfreiwilliger bei der Feldartillerie an der Westfront, wo er mit dem Eisernen Kreuz ausgezeichnet und im Jahr 1915 Offizier wurde. Nach Kriegsende übernahm er den väterlichen Hof. Er wurde bald Vorsitzender der Bezirksbauernschaft für Nassau und den Kreis Wetzlar, von 1928 bis 1933 Präsident der Landwirtschaftskammer Wiesbaden und später Mit-Präsident des Reichslandbundes.
In der Weimarer Republik war Hepp zunächst Mitglied der rechtsliberalen Deutschen Volkspartei. Ende 1928 beteiligte er sich an der Gründung der Christlich-Nationalen Bauern- und Landvolkpartei. Er gehörte 1929 zu den Mitgliedern des „Reichsausschusses für das deutsche Volksbegehren gegen den Youngplan und die Kriegsschuldlüge“. Von 1920 bis 1932 war Hepp Reichstagsabgeordneter.
Nach der „Machtergreifung“ schied er aus allen öffentlichen und ehrenamtlichen berufsständischen Ämtern aus und wurde einige Tage von der Gestapo in „Schutzhaft“ genommen. Am 18. Juni 1937 beantragte er die Aufnahme in die NSDAP und wurde rückwirkend zum 1. Mai desselben Jahres aufgenommen (Mitgliedsnummer 5.394.790). 1941 gab er zusammen mit dem Reichstagsabgeordneten Adalbert Gimbel die Parteichronik So kämpften wir! Schilderungen aus der Kampfzeit der NSDAP im Gau Hessen-Nassau heraus (diese wurde nach Ende des Zweiten Weltkrieges in der Sowjetischen Besatzungszone auf die Liste der auszusondernden Literatur gesetzt).
Nach 1945 beteiligte Hepp sich am Aufbau der FDP und war von 1951 bis 1954 Beisitzer im Bundesvorstand. Er gehörte dem Deutschen Bundestag von 1953 bis 1957 an und war in dieser Zeit Mitglied im Landwirtschaftsausschuss. Aus Protest gegen den Koalitionswechsel der Liberalen in Nordrhein-Westfalen von der CDU zur SPD verließ er am 23. Februar 1956 mit der so genannten Euler-Gruppe die FDP und deren Fraktion und begründete wenige Wochen später die Freie Volkspartei (FVP) mit, die sich bereits am 14. März 1957 der Deutschen Partei anschloss. Ebenfalls von 1953 bis 1957 war er Präsident des Hessischen Bauernverbandes.
Hepp war Mitglied der Studentenverbindung Corps Franconia München.